# 크시비 도메크

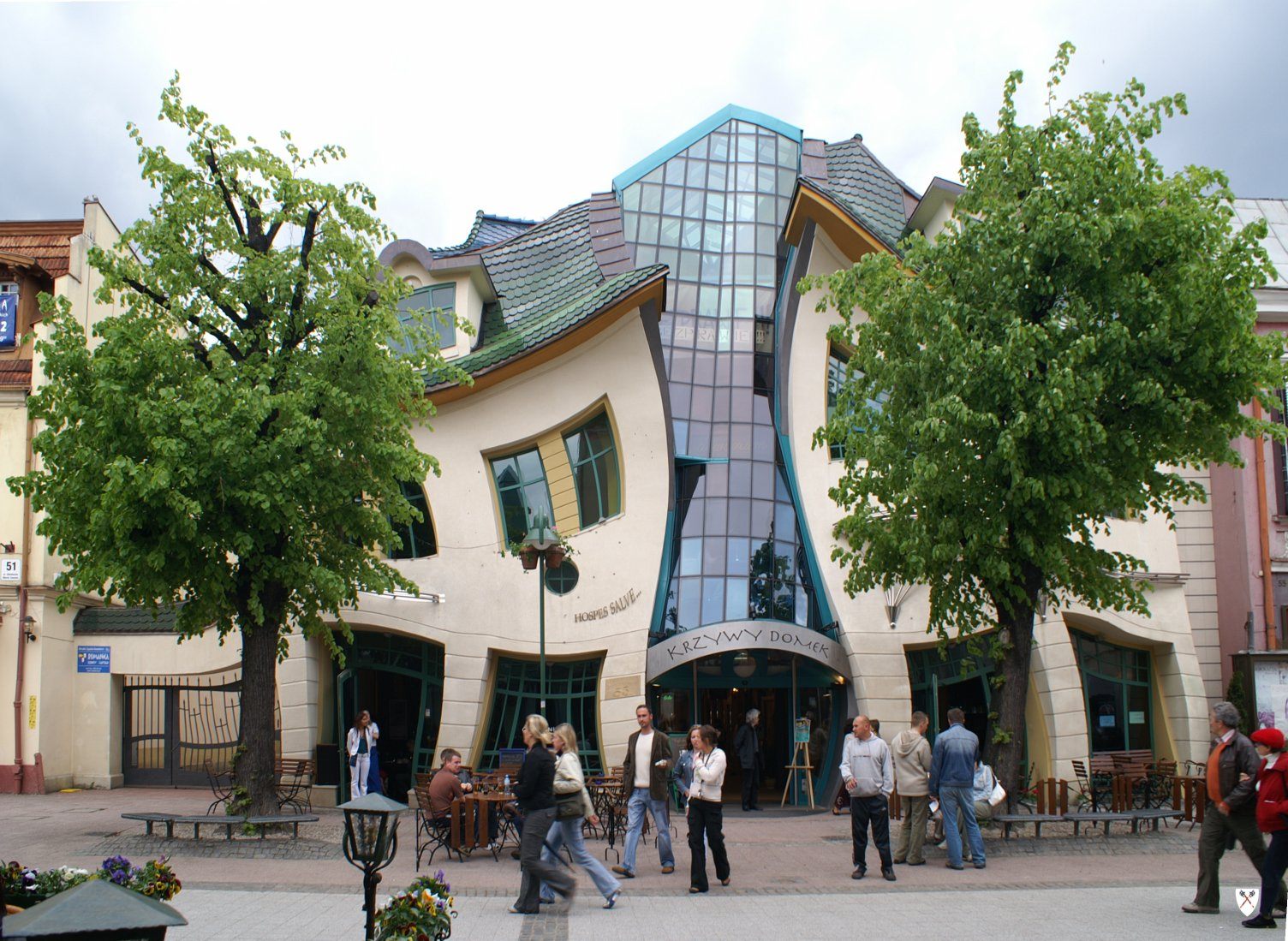
크시비 도메크

크시비 도메크(Krzywy Domek)는 폴란드 소포트에 위치한 건축물로, 외관상 독특하게 생겼다. 영어로 번역하면 Crooked House라고 불린다. 2004년 개관되었으며, 건물의 일부는 쇼핑몰, 상업시설, RMF FM과 RMF MAXXX 사무실 등으로 사용되고 있다.